# Jacqueline Diffring

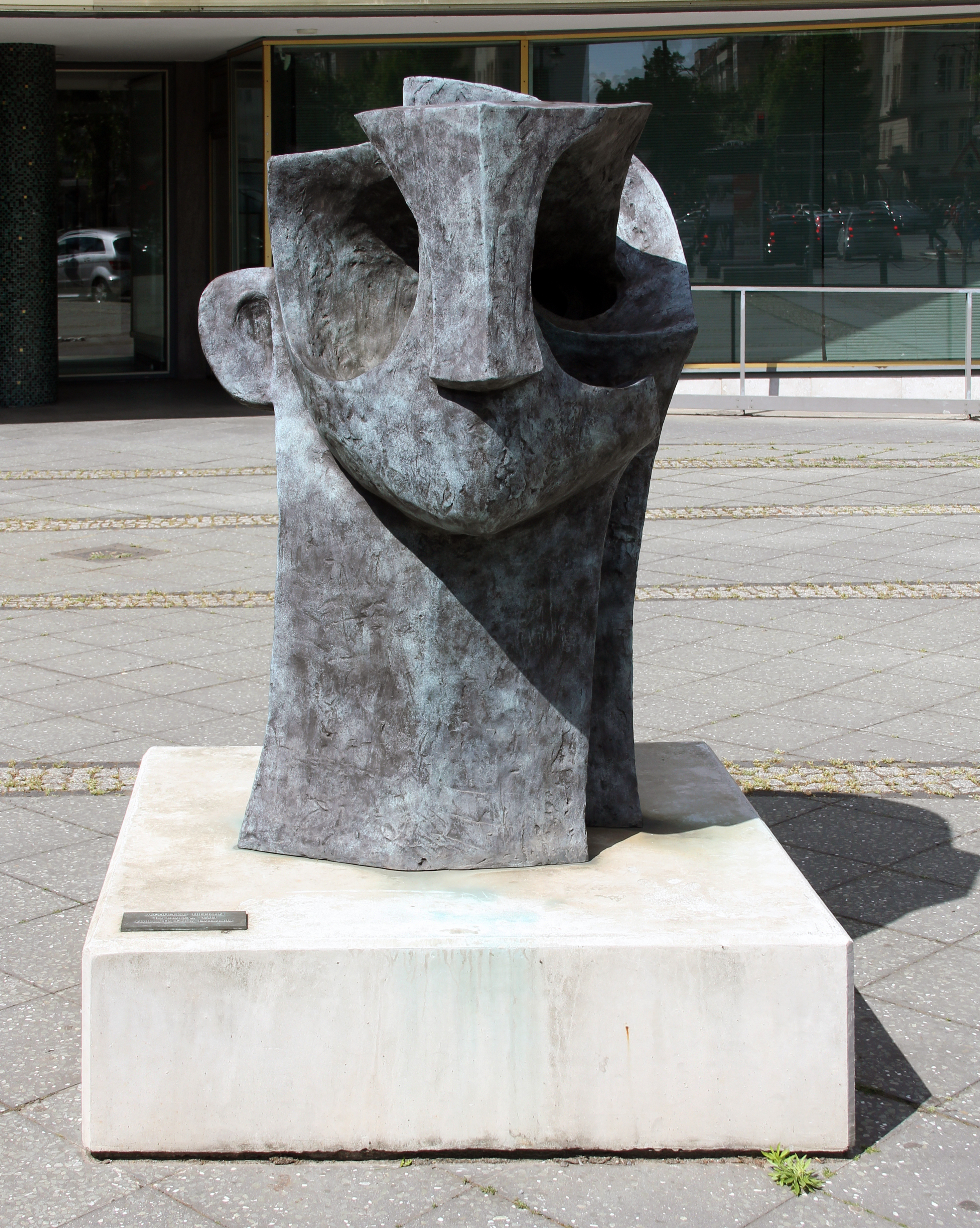
Skulptur Das Innere Auge, Kurfürstendamm 32, in Berlin-Charlottenburg, inzwischen ersetzt durch Götter oder architekturale Skulptur

Jacqueline Diffring (* 7. Februar 1920 in Koblenz; † 28. September 2020 in Châteauneuf-Grasse) war eine deutsch-britische Bildhauerin.

## Leben und Wirken
Sie war Schülerin des Hilda-Gymnasiums in Koblenz. Diffring studierte 1937 an der Reimann-Schule in Berlin.
1939 emigrierte sie wegen ihrer jüdischen Herkunft nach Großbritannien. Sie erhielt die britische Staatsbürgerschaft und absolvierte 1946 die Kunstausbildung am Technical College in Cambridge. Zwei weitere Jahre studierte sie Bildhauerei an der Chelsea School of Art in London. Sie studierte bei Soukop und MacWilliam, ihr wichtigster Lehrer war Henry Moore. Nach Beendigung ihrer Ausbildung studierte sie an der London University und unterrichtete an der Wisbech Highschool.
Sie lebte und arbeitete in Frankreich. Ab den 1980er Jahren wurden ihre Werke in internationalen Galerien und Museen gezeigt.
Jacqueline Diffring war die Schwester des Schauspielers Anton Diffring.

## Jacqueline Diffring Foundation / Jacqueline Diffring Collection
2007 gründete die Künstlerin die Jacqueline Diffring Foundation in Berlin, eine gemeinnützige Stiftung für Kunst und Kultur, die jährlich einen Preis an junge Bildhauer vergibt. Er richtet sich an noch nicht arrivierte Künstler und wurde 2008 zum ersten Mal vergeben. Der Preis ist mit 5000 Euro dotiert.
Seit dem 1. Oktober 2022 ist die Stadt Koblenz Eigentümerin des Stiftungsvermögens. Sie erfüllt weiterhin unter der Bezeichnung Jacqueline Diffring Collection die gemeinnützigen Zwecke der früheren Stiftung. Der Standort der Kunstwerke ist das Mittelrhein-Museum in Koblenz.